# Plan miasta

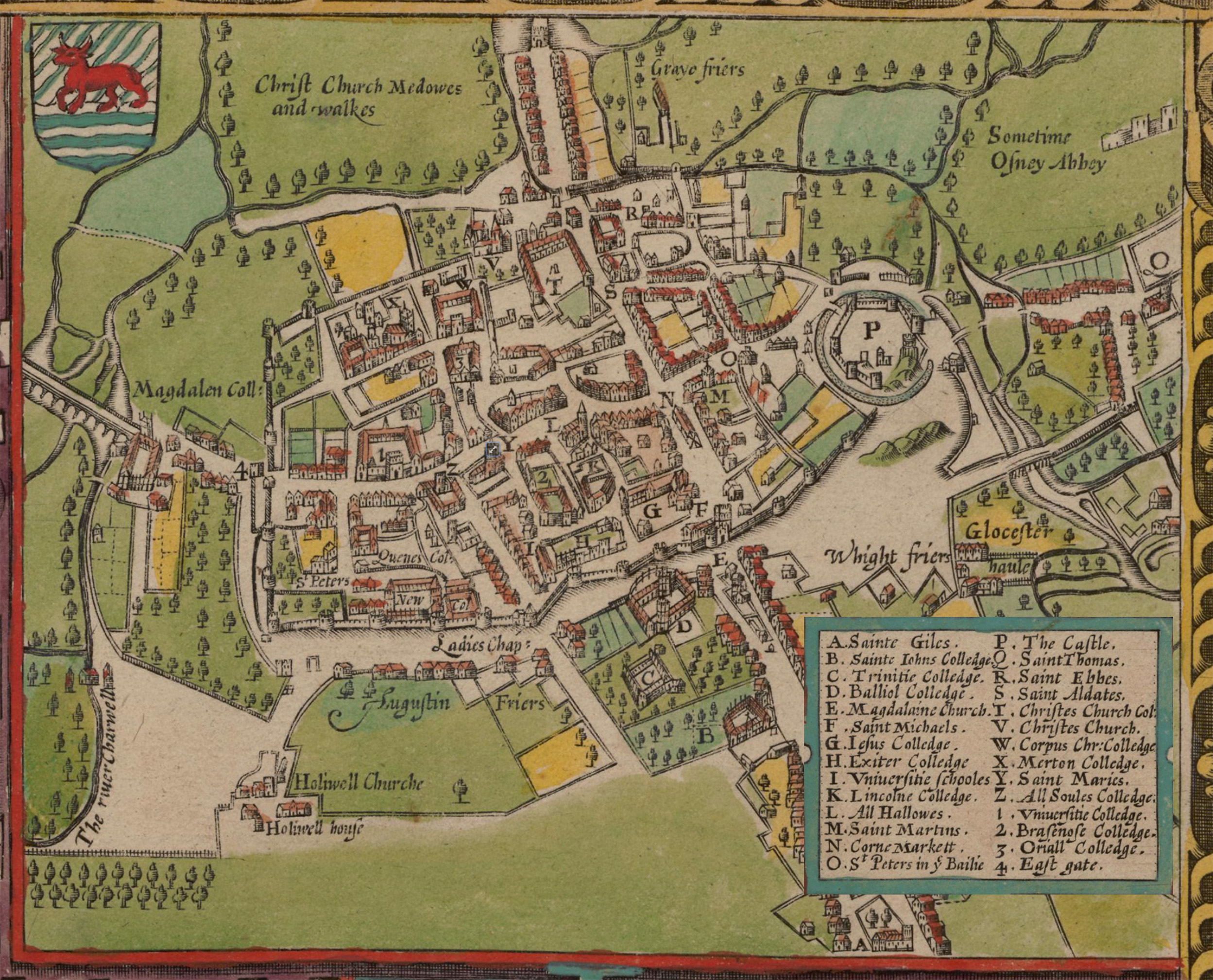
Oksford, plan miasta, 1605

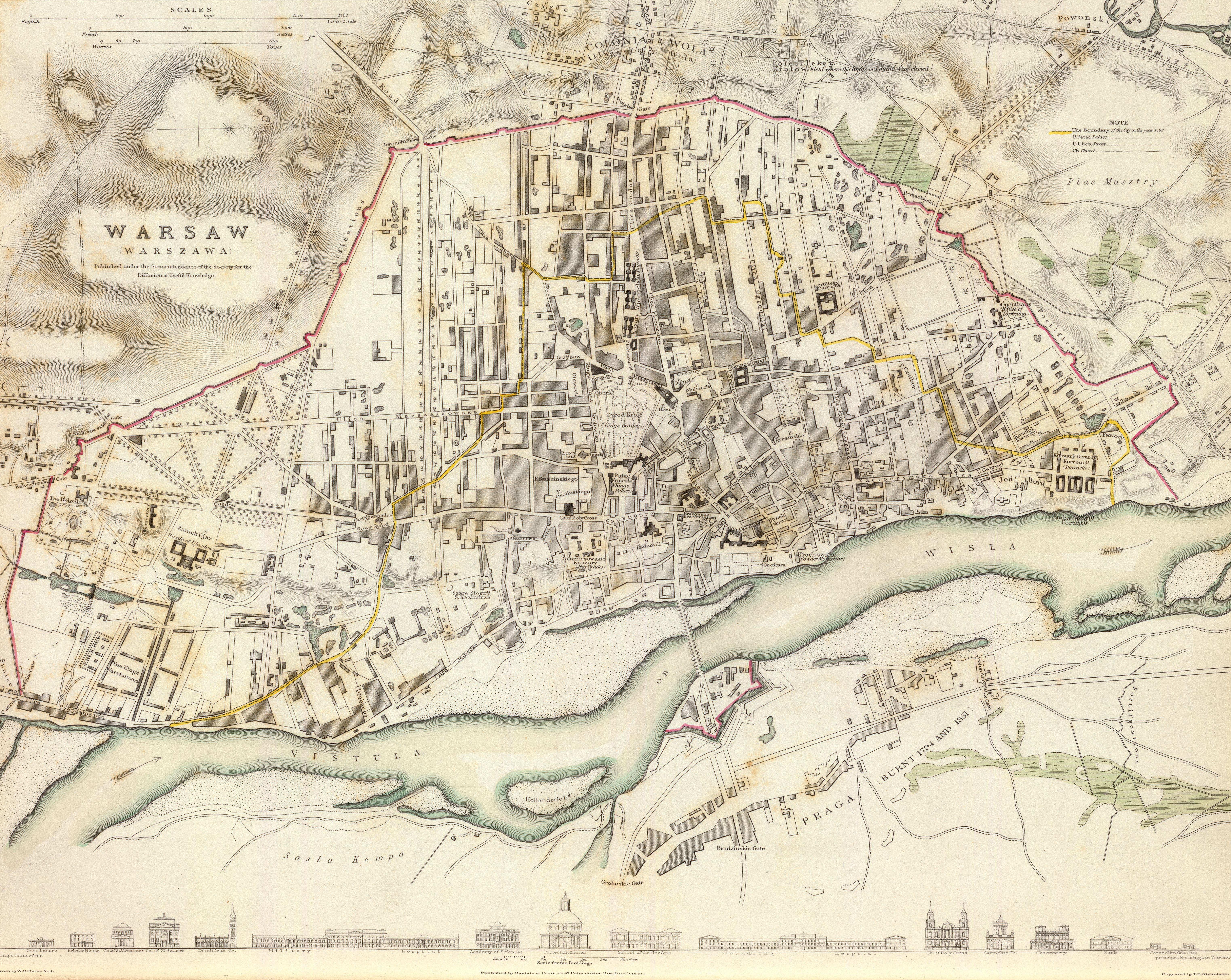
Warszawa, plan miasta, 1831

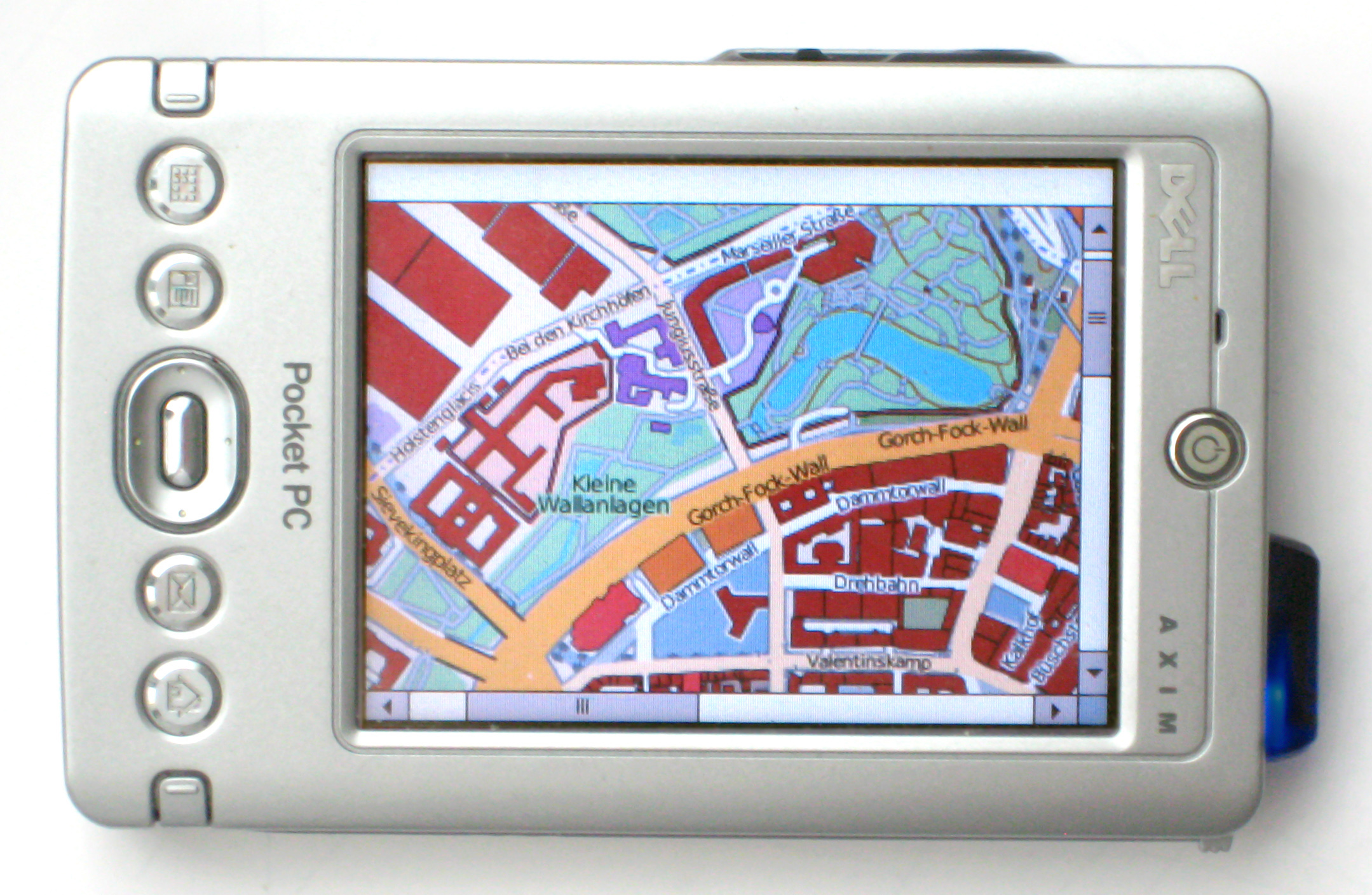
OpenStreetMap, plan miasta w palmtopie

Plan miasta – specyficzna odmiana tematycznej mapy wielkoskalowej, obejmującej obszar pojedynczego miasta. Skala tradycyjnego (papierowego) planu jest kompromisem pomiędzy jego dokładnością a rozmiarami arkusza papieru, na którym plan jest wydrukowany i zależy od rozległości miasta; na ogół zawiera się w przedziale od 1:20 000 do 1:30 000. Często historyczne centrum miasta przedstawione jest dodatkowo na fragmencie arkusza w zwiększonej (np. do 1:10 000) skali.
Plany miast z reguły przedstawiają – oprócz siatki ulic wraz z ich nazwami – położenie ważniejszych obiektów w mieście: zabytków, kościołów, muzeów, szpitali, aptek, posterunków policji, parków, stacji benzynowych itp., a także linii autobusowych, tramwajowych, trolejbusowych, metra i kolei oraz ich przystanków i stacji. Do planu zazwyczaj dołączony jest spis ulic i ważniejszych obiektów (najczęściej wydrukowany jest na odwrocie planu, czasem jest dołączony w postaci osobnej broszurki), a arkusz planu podzielony jest pionowymi i poziomymi liniami na ponumerowane kwadraty, dzięki czemu lokalizacja poszczególnych ulic i obiektów jest ułatwiona.
Plany miast bywają także uzupełnieniem do atlasów samochodowych i map drogowych, przy czym wówczas zazwyczaj są to plany bardzo schematyczne, w stosunkowo dużej skali rzędu 1:100 000, co umożliwia jedynie zorientowanie się w przebiegu najważniejszych ulic tranzytowych. Duże miasta przedstawiane są także na planach wydanych w formie broszurowej lub książkowej, jak atlas. 
Upowszechnienie technologii satelitarnych (w tym GPS) i map internetowych (w tym Google Maps) – spowodowało, że powszechnie dostępne stały się interaktywne plany miast całego świata, aktualizowane na bieżąco, czasem przy udziale lokalnych społeczności w tym samorządów miejskich.